# Bahman Golbarnezhad
Sarafraz Bahman Golbarnezhad (in persiano بهمن گلبارنژاد‎; Abadan, 4 giugno 1968 – Rio de Janeiro, 17 settembre 2016) è stato un paraciclista, sollevatore e militare iraniano.
Veterano della guerra Iran-Iraq, nel corso della sua carriera da pesista ha conquistato dodici medaglie d'oro e una d'argento in competizioni internazionali. A seguito di un grave infortunio alla spalla nel 2006, ha iniziato la carriera da ciclista ed ha rappresentato il proprio Paese ai Giochi paralimpici di Londra 2012 e Rio de Janeiro 2016.
Unico ciclista iraniano a Rio 2016, è deceduto a seguito di un tragico incidente avvenuto durante la prova in linea C 4-5 maschile di ciclismo su strada. È stato il primo atleta a morire nel corso di una gara dei Giochi paralimpici, e il terzo considerando anche i Giochi olimpici, dopo Francisco Lázaro e Knud Enemark Jensen.

## Biografia
Golbarnezhad nacque e crebbe nella città di Abadan, in Iran. In età adolescenziale si trasferì a Shiraz. Si arruolò quindi nell'esercito iraniano per combattere nella guerra Iran-Iraq ma nel 1988 perse la gamba sinistra dopo aver camminato su una mina terrestre.
Tre anni dopo l'incidente iniziò la propria carriera sportiva, prima come lottatore e poi come sollevatore. Nel corso della sua carriera da pesista fu in grado di vincere numerosi riconoscimenti, comprese dodici medaglie d'oro e una d'argento, in competizioni internazionali. A seguito di un grave infortunio alla spalla patito nel 2006, fu costretto a porre fine la carriera da sollevatore, per iniziare quella di ciclista.
Nel 2012 si qualificò per i Giochi paralimpici di Londra 2012, dovendo però subire allo stesso tempo la perdita della moglie, con la quale aveva un figlio, per via di un cancro.

### La tragica spedizione di Rio de Janeiro 2016
Unico ciclista della delegazione iraniana ai Giochi paralimpici di Rio de Janeiro 2016, il 14 settembre Golbarnezhad prende parte alla cronometro maschile C4, dove si classifica quattordicesimo con un tempo di 46'03".
Il 17 settembre partecipa a quella che sarebbe stata la sua ultima gara, la prova in linea C 4-5 maschile di ciclismo su strada, riservata agli atleti con amputazioni agli arti inferiori e con una gamba munita di protesi. Verso le 10:40 circa ora locale, durante il primo giro di competizione, si lancia lungo le curve del circuito di Grumari ad alta velocità ma una volta arrivato nelle vicinanze della zona di Prainha impatta contro una pietra e perde il controllo del suo mezzo, battendo violentemente la testa contro l'asfalto. Finito in una canalina per lo scolo dell’acqua, è soccorso immediatamente sul luogo, ma durante il trasporto in ambulanza verso l’ospedale di Barra da Tijuca è vittima di un arresto cardiaco. Ricoverato con un grave trauma cranico, i tentativi di rianimarlo all'ospedale Barra d'Or si rivelano inutili e dopo alcuni tentennamenti gli organi ufficiali del Comitato Paralimpico Internazionale ne comunicano ufficialmente il decesso alle ore 18. Benché si trattasse di vie differenti, le pericolose strade affrontate nel circuito ciclistico erano già state centro di attenzione nel corso dei Giochi olimpici disputatisi un mese prima, con una sequenza di rovinose cadute avvenute in discesa come ad esempio quella dell'italiano Vincenzo Nibali e quella dell'olandese Annemiek Van Vleuten.
Immediate sono state le condoglianze dell'ambiente sportivo e degli organi paralimpici, mentre il segretario generale del comitato paralimpico iraniano Masoud Ashrafi l’ha definito "il miglior ciclista paralimpico iraniano". La squadra di sitting volley iraniana ha dedicato più tardi la sua vittoria dell'oro alla memoria di Golbarnezhad. In suo ricordo è stato osservato un minuto di silenzio durante la cerimonia di chiusura dei Giochi paralimpici al Maracanã. L'Unione Ciclistica Internazionale ha annunciato in seguito l'avvio di un'investigazione in merito alla morte di Golbarnezhad.
I funerali di Golbarnezhad si sono svolti a Teheran il 22 settembre 2016.

## Piazzamenti

### Competizioni mondiali
- Giochi paralimpici

Londra 2012 - In linea C4-5: ritirato
Londra 2012 - Cronometro 1 km C4-5: 18º
Rio de Janeiro 2016 - Cronometro C4: 14º
Rio de Janeiro 2016 - In linea C4-5: ritirato